# 2月14日 (旧暦)
旧暦2月14日は旧暦2月の14日目である。六曜は先負である。

## できごと
- 天平13年（ユリウス暦741年3月5日） - 聖武天皇が国分寺・国分尼寺建立の詔を出す
- 昌泰2年（ユリウス暦899年3月29日） - 藤原時平が左大臣に、菅原道真が右大臣に就任
- 天慶3年（ユリウス暦940年3月25日） - 東国に覇権を確立し新皇と称した平将門が、追討の平貞盛・藤原秀郷の軍勢と激突。下総国猿島で流れ矢に当たり死亡
- 文永11年（ユリウス暦1274年3月23日） - 佐渡に流されていた日蓮が幕府に赦免され鎌倉へ帰る
- 寛永10年（グレゴリオ暦1633年3月23日） - 江戸幕府が、奉書船以外で海外渡航・海外に長期在住した日本人の帰国を禁止

## 誕生日
- 宝暦元年（グレゴリオ暦1751年3月11日） - 松平治郷（不昧）[1]、松江藩主・茶人（+ 1818年）
- 嘉永3年（グレゴリオ暦1850年3月27日） - 清浦奎吾、23代内閣総理大臣（+ 1942年）
- 慶応3年（グレゴリオ暦1867年3月19日） - 豊田佐吉、実業家・トヨタの始祖（+ 1930年）

## 忌日
- 天慶3年（ユリウス暦940年3月25日） - 平将門、武将
- 明和3年（グレゴリオ暦1766年3月24日） - 徳川宗翰、第5代水戸藩主（* 1728年）
- 安永4年（グレゴリオ暦1775年3月15日） - 釋迦ヶ嶽雲右エ門、元大相撲力士、第36代大関（* 1749年）
- 文化6年（グレゴリオ暦1809年3月29日） - 毛利斉房、長州藩主（* 1782年）